# Helen Taft

Offizielles Porträt von Helen Taft

Helen Taft (* 2. Juni 1861 in Cincinnati als Helen Louise Herron; † 22. Mai 1943 in Washington, D.C.) war eine US-amerikanische Autorin, die Ehefrau des US-Präsidenten William H. Taft und die First Lady der Vereinigten Staaten vom 4. März 1909 bis zum 3. März 1913.

## Leben
Ihre Eltern waren Harriet Collins und John Williamson Herron. Helen war das vierte von elf Kindern. Ihr Spitzname war „Nellie“. Sie verbrachte ihre Kindheit in Cincinnati. Im Alter von 17 Jahren war sie im Weißen Haus zu Gast und war so begeistert, dass sie verkündete, sie werde später einmal den Präsidenten heiraten, um dort einzuziehen. Helen und Taft trafen sich das erste Mal, als Helen achtzehn war. Das Paar heiratete am 19. Juni 1886 und hatte drei Kinder:
- Robert Alphonso Taft (* 8. September 1889; † 31. Juli 1953), Senator des Bundesstaates Ohio
- Helen Taft Manning (* 1. August 1891 in Cincinnati; † 21. Februar 1987), Professorin am Bryn Mawr College
- Charles Phelps Taft II (* 20. September 1897; † 24. Juni 1983), Bürgermeister von Cincinnati

Während ihrer Zeit im Weißen Haus feierten Taft und Helen 1911 ihre Silberhochzeit. Nach dem Tod ihres Mannes lebte Helen in Washington, D.C. Sie war die erste First Lady, die auf dem Arlington Cemetery begraben wurde.

## Werke
- Helen Taft: Recollections of Full Years